# IC 856
IC 856 ist eine Spiralgalaxie vom Hubble-Typ Sab im Sternbild Coma Berenices am Nordsternhimmel. Sie ist schätzungsweise 181 Millionen Lichtjahre von der Milchstraße entfernt und hat einen Durchmesser von etwa 55.000 Lichtjahren.

Im selben Himmelsareal befindet sich u. a. die Galaxie IC 851.
Das Objekt wurde am 11. Juli 1892 vom französischen Astronomen Stéphane Javelle entdeckt.